# Apple TV
Apple TV — это цифровой медиаплеер, разработанный и продаваемый компанией Apple. Это небольшое сетевое устройство, которое воспроизводит полученные медиаданные, такие как видео и аудио, на телевизор или внешний дисплей. Являясь HDMI-совместимым устройством-источником, для работы он должен быть подключен к широкоэкранному телевизору повышенной чёткости или высокой чёткости через HDMI-кабель.
В нем нет встроенных элементов управления, и им можно управлять только дистанционно, либо с помощью Apple Remote и Siri Remote или инфракрасных пультов сторонних производителей. Apple TV работает под управлением операционной системы tvOS с несколькими предустановленными программными приложениями. На специальном мероприятии в марте 2019 года компания Apple подчеркнула свою переориентацию, чтобы переключить внимание на Apple TV из-за его низкого успеха на фоне конкурентов. Для получения более высокого дохода они выпустили стриминговый сервис Apple TV+.

## Модели

### Первое поколение
На специальном мероприятии Apple в сентябре 2006 года компания Apple анонсировала первое поколение Apple TV под брендом iTV, чтобы объединить его с остальными продуктами на базе буквы «i», но позже название было изменено на «Apple TV», поскольку торговая марка в Великобритании принадлежит британской вещательной сети ITV. Предварительные заказы были доступны в январе 2007 года, а Mac Mini в комплекте с жестким диском на 40 Гб был выпущен в марте 2007 года.
В мае 2007 года было выпущено обновление с жестким диском емкостью 160 Гб. Впоследствии компания прекратила продажи прежней версии с жестким диском на 40 Гб в сентябре 2009 года. В январе 2008 года устройство стало автономным благодаря обновлению программного обеспечения, которое устранило необходимость синхронизации с iTunes, сделав жесткий диск ненужным. Это обновление также позволило напрямую арендовать или покупать медиафайлы из таких сервисов, как iTunes Store, MobileMe и Flickr.
В июле 2008 года Apple выпустила обновление программного обеспечения tvOS 2.1, которое добавило распознавание iPhone и iPod Touch в качестве альтернативных устройств дистанционного управления. В сентябре 2015 года Apple сняла с производства Apple TV первого поколения, при этом доступ к iTunes Store был закрыт для таких устройств из-за устаревших стандартов безопасности.

### Второе поколение
Компания Apple представила второе поколение Apple TV в сентябре 2010 года, добавив в него поддержку вариации iOS. Устройство было выполнено в черном корпусе и было на четверть меньше оригинала. В устройстве внутренний жесткий диск был заменен на флэш-память объемом 8 Гб. Оно поддерживало вывод изображения до 720p через HDMI.

### Третье поколение
На специальном мероприятии Apple в марте 2012 года компания Apple представила Apple TV третьего поколения. Внешне он был идентичен своему предшественнику, а также имел процессор A5 и поддержку вывода 1080p.

### HD (ранее — четвертое поколение)
9 сентября 2015 года компания Apple анонсировала Apple TV четвертого поколения на специальном мероприятии Apple. В модели четвёртого поколения используется новая операционная система tvOS с магазином приложений, позволяющим загружать сторонние приложения для просмотра видео, аудио, игр и другого контента. При выпуске сторонние приложения были доступны от ограниченного числа поставщиков, а новые API открыли возможности для большего количества приложений. Одним из требований к новым приложениям и играм было обеспечение взаимодействия с новым пультом Siri, оснащённым сенсорной панелью; позднее это требование было смягчено для игр. Четвертое поколение включает 64-битный процессор Apple A8 и добавляет поддержку звука Dolby Digital Plus. Несмотря на сходство с форм-фактором моделей 2-го и 3-го поколений, модель 4-го поколения выше. В отличие от старого пульта со стрелками, сенсорный пульт Apple TV 4-го поколения использует функции пролистывания и выбора, поддержку Siri, встроенный микрофон, регулировку громкости по HDMI CEC и ИК, а также акселерометр (IMU).

### 4K

#### 4K (первое поколение)
На специальном мероприятии Apple 12 сентября 2017 года компания Apple анонсировала Apple TV 4K, который поддерживает вывод изображения с разрешением 2160p, HDR10, Dolby Vision и оснащен более быстрым процессором Apple A10X Fusion с поддержкой аппаратного декодирования HEVC. Поддержка Dolby Atmos была добавлена в tvOS 12. После анонса новых моделей версия Apple TV HD на 64 ГБ была снята с производства. Внешне она похожа на модель 4-го поколения, единственными отличиями являются добавление вентиляционных отверстий на основании, удаление порта USB-C и добавление тактильного белого кольца вокруг кнопки Menu на прилагаемом пульте Siri Remote.

#### 4K (второе поколение)
20 апреля 2021 года компания Apple анонсировала обновленный Apple TV 4K с процессором A12 Bionic, поддержкой высокой частоты кадров HDR, HDMI 2.1 и Wi-Fi 6. Его порт HDMI поддерживает ARC и eARC, что позволяет другим источникам, подключенным к телевизору, выводить звук через Apple TV, в том числе на колонки AirPlay, такие как HomePod.
Кроме того, телевизор поддерживает сопряжение с датчиком освещённости на iPhone с Face ID для оптимизации цветопередачи. Эта функция также была распространена на старые модели телевизоров Apple TV в tvOS 14.5. AirPlay поддерживает воспроизведение HDR с высокой частотой кадров, что позволяет воспроизводить видео, снятое на iPhone 12 Pro в Dolby Vision 4K 60fps, в полном разрешении. После этого анонса предыдущая модель Apple TV 4K с чипом A10X Fusion была снята с производства.
Модель также поставляется с более толстым обновленным пультом Siri Remote с круглой сенсорной панелью с навигационными кнопками, а также кнопками питания и выключения звука. Пульт не оснащен акселерометром и гироскопом, которые присутствовали в предыдущей модели Siri Remote, что делало его несовместимым с некоторыми играми. Пульт совместим с Apple TV предыдущего поколения на базе tvOS и поставляется с обновленной версией Apple TV HD.

#### 4K (третье поколение)
18 октября 2022 года компания Apple анонсировала новую Apple TV 4K с процессором A15 Bionic, поддержкой высокой частоты кадров HDR10+, HDMI 2.1 и Wi-Fi 6.

## Технические характеристики
|  | Устаревшая версия |  | Ограниченная поддержка |  | Выпуск прекращен |  | Текущая версия |

| Модели | Первое поколение                                                                    | Второе поколение                                                                  | Третье поколение | HD (ранее — четвертое поколение)                                                            | 4K (Первое поколение)                                                                  | 4K (Второе поколение)                                                                          | 4K (Третье поколение)                                                                                 |
| --- | ----------------------------------------------------------------------------------- | --------------------------------------------------------------------------------- | --- | ------------------------------------------------------------------------------------------- | -------------------------------------------------------------------------------------- | ---------------------------------------------------------------------------------------------- | --- |
| Модели |                                                                                     |                                                                                   | |                                                                                             |                                                                                        |                                                                                                | |
| Дата выхода | 9 января 2007                                                                       | 1 сентября 2010                                                                   | 7 марта 2012 (Rev A) 28 января 2013 | 30 октября 2015                                                                             | 22 сентября 2017                                                                       | 21 мая 2021                                                                                    | 4 ноября 2022                                                                                         |
| Снято с производства | 1 сентября 2010                                                                     | 7 марта 2012                                                                      | 10 марта 2013 (Rev A) 8 сентября 2016 | 64 GB: 12 сентября 2017 32 GB: 18 октября 2022                                              | 20 апреля 2021                                                                         | 18 октября 2022                                                                                | Производится                                                                                          |
| Поддержка прекращена | -                                                                                   | Сентябрь 17, 2014                                                                 | Частично поддерживается | Полностью поддерживается                                                                    | Полностью поддерживается                                                               | Полностью поддерживается                                                                       | Полностью поддерживается                                                                              |
| Название модели — ID модели - Номер модели | A1218 — AppleTV1,1 - MA711                                                          | A1378 — AppleTV2,1 - MC572                                                        | A1427 — AppleTV3,1 — MD199 (Rev A) A1469 — AppleTV3,2 — MD199 | A1625 — AppleTV5,3 - MGY52 для моделей с 32 Гб памяти MLNC2 для моделей с 64 Гб памяти      | A1842 — AppleTV6,2 - MQD22 для моделей с 32 Гб памяти MP7P2 для моделей с 64 Гб памяти | A2169 — AppleTV11,1 — MXGY2 для моделей с 32 Гб памяти MXH02 для моделей с 64 Гб памяти        | A2737 — для моделей с 64 ГБ памяти (с Wi-Fi) A2843 — для моделей с 128 ГБ памяти (с Wi-Fi + Ethernet) |
| Процессор | 1 ГГц Intel «Crofton» Pentium M                                                     | 1 ГГц Apple A4 (ARM Cortex-A8)                                                    | 1 ГГц Apple A5 (одно ядро ARM Cortex-A9, двухъядерный с заблокированным вторым ядром) (Rev A.) 1 ГГц Apple A5 (ARM Cortex-A9, одно ядро — основан на двухъядерном A5). | 1.5 ГГц 2 ядра Apple A8                                                                     | 2.38 ГГц 6 ядер Apple A10X Fusion                                                      | 2.49 ГГц 6 ядер Apple A12 Bionic                                                               | 3,23 ГГц 5 ядер Apple A15 Bionic                                                                      |
| Графика | Nvidia GeForce Go 7300 с 64 МБ VRAM                                                 | Apple A4 (PowerVR SGX535)                                                         | Apple A5 (PowerVR SGX543MP2) (Rev A) Apple A5 (PowerVR SGX543MP1) | Apple A8 (PowerVR Series 6XT GX6450)                                                        | Apple A10X Fusion (12-core)                                                            | Apple A12 Bionic (4-core GPU)                                                                  | Apple A15 Bionic (5-core GPU)                                                                         |
| Нейронный ускоритель | -                                                                                   | -                                                                                 | - | -                                                                                           | -                                                                                      | 8 ядер                                                                                         | 16 ядер                                                                                               |
| Память | 256 MB of 400 МГц DDR2 SDRAM                                                        | 256 MB LPDDR2                                                                     | 512 MB LPDDR2 | 2 Гб LPDDR3                                                                                 | 3 Гб LPDDR4                                                                            | 3 Гб LPDDR4                                                                                    | 4 ГБ LPDDR4                                                                                           |
| Хранилище | 40 или 160 Гб встроено HDD                                                          | 8 Гб NAND flash for cache                                                         | 8 Гб NAND flash for cache | 32 or 64 Гб NAND flash                                                                      | 32 or 64 Гб NAND flash                                                                 | 32 or 64 Гб NAND flash                                                                         | 64 или 128 ГБ NAND flash                                                                              |
| Разъёмы для внешних устройств |                                                                                     |                                                                                   | |                                                                                             |                                                                                        |                                                                                                | |
| HDMI (не уточнён) | HDMI (не уточнён)                                                                   | HDMI (не уточнён)                                                                 | HDMI 1.4 | HDMI 2.0a                                                                                   | HDMI 2.1                                                                               | HDMI 2.1                                                                                       | |
| Компонентное видео | -                                                                                   | -                                                                                 | - | -                                                                                           | -                                                                                      | -                                                                                              | |
| Optical audio | Optical audio                                                                       | Optical audio                                                                     | - | -                                                                                           | -                                                                                      | -                                                                                              | |
| USB 2.0 (официально — только для использования в сервисах, однако есть неофициальная возможность подключения жёстких дисков, мышей и клавиатур)                                                                     | Micro-USB (для использования в сервисах)                                            | Micro-USB (для использования в сервисах)                                          | USB-C (для использования в сервисах и разработчиками) | Скрытый Lightning разъём внутри Ethernet-порта (для использования в сервисах)               | -                                                                                      | -                                                                                              | |
| - | -                                                                                   | -                                                                                 | Порт Lightning для зарядки пульта Siri Remote | Порт Lightning для зарядки пульта Siri Remote                                               | Порт Lightning для зарядки пульта Siri Remote                                          | Порт USB-C для зарядки пульта Siri Remote                                                      | |
| Устройства связи |                                                                                     |                                                                                   | |                                                                                             |                                                                                        |                                                                                                | |
| Wi-Fi 4 (802.11b/g and draft-n) (Broadcom BCM94321MC, dual-band, 300 Mbit/s) | Wi-Fi 4 (802.11b/g and draft-n) (Broadcom BCM4329, dual-band, 150 Mbit/s)           | Wi-Fi 4 (802.11a/b/g/n) (Broadcom BCM4330, dual-band, 300 Mbit/s)                 | Wi-Fi 5 (802.11a/b/g/n/ac) (dual-band, 867 Mbit/s) | Wi-Fi 5 (802.11a/b/g/n/ac) (dual-band, 867 Mbit/s)                                          | Wi-Fi 6 (802.11a/b/g/n/ac/ax) + Thread                                                 | Wi-Fi 6 (802.11a/b/g/n/ac/ax) + Thread (только для моделей с Wi-Fi + Ethernet и 128 ГБ памяти) | |
| 10/100 Ethernet | 10/100 Ethernet                                                                     | 10/100 Ethernet                                                                   | 10/100 Ethernet | Gigabit Ethernet                                                                            | Gigabit Ethernet                                                                       | Gigabit Ethernet (только для моделей с Wi-Fi + Ethernet и 128 ГБ памяти)                       | |
| - | Bluetooth 2.0 + EDR (support for keyboards only)                                    | Bluetooth 4.0 (support for keyboards only)                                        | Bluetooth 4.0 | Bluetooth 5.0                                                                               | Bluetooth 5.0                                                                          | Bluetooth 5.0                                                                                  | |
| Инфракрасный приемник |                                                                                     |                                                                                   | |                                                                                             |                                                                                        |                                                                                                | |
| Поддерживаемое видео |                                                                                     |                                                                                   | |                                                                                             |                                                                                        |                                                                                                | |
| 1080p (undefined, following the Version 3.0 software update), 720p 60/50 Гц (NTSC/PAL), 576p 50 Гц (PAL), 480p 60 Гц (NTSC) через HDMI (HDCP доступно) или Component Video (480i 60 Гц поддерживается неофициально) | 720p, 576p, 480p через HDMI only (HDCP доступно)                                    | 1080p, 720p, 576p, 480p только через HDMI (HDCP доступно)                         | 1080p, 720p, 576p, 480p только через HDMI (HDCP доступно) | 2160p, 1080p, 720p, 576p, 480p только через HDMI (HDCP доступно)                            | 2160p, 1080p, 720p, 576p, 480p только через HDMI (HDCP доступно)                       | 2160p, 1080p, 720p, 576p, 480p только через HDMI (HDCP доступно)                               | |
| SDR | SDR                                                                                 | SDR                                                                               | SDR | SDR, HDR10, Dolby Vision                                                                    | SDR, HDR10, Dolby Vision                                                               | SDR, HDR10+, Dolby Vision                                                                      | |
| Поддерживаемое аудио |                                                                                     |                                                                                   | |                                                                                             |                                                                                        |                                                                                                | |
| Optical audio (48 кГц maximum sample rate), HDMI, RCA analog stereo audio | AirPlay, Optical audio (48 кГц фиксированная частота), HDMI                         | AirPlay, Optical audio (48 кГц фиксированная частота), HDMI                       | HDMI-CEC, AirPlay, Bluetooth | HDMI-CEC, AirPlay, Bluetooth                                                                | HDMI-CEC, AirPlay, Bluetooth                                                           | HDMI-CEC, AirPlay, Bluetooth                                                                   | |
| Поддерживается вплоть до 5.1 каналов | Поддерживается вплоть до 5.1 каналов                                                | Поддерживается вплоть до 5.1 каналов                                              | Поддерживается вплоть до 7.1 каналов | Поддерживается вплоть до 7.1.4 каналов (Dolby Atmos)                                        | Поддерживается вплоть до 7.1.4 каналов (Dolby Atmos)                                   | Поддерживается вплоть до 7.1.4 каналов (Dolby Atmos)                                           | |
| Питание | Встроенный универсальный 48 W блок питания                                          | Встроенный универсальный 6 W блок питания                                         | Встроенный универсальный 6 W блок питания | Встроенный универсальный 11 W блок питания                                                  | Встроенный универсальный 13 W блок питания                                             | Встроенный универсальный 13 W блок питания                                                     | Встроенный универсальный блок питания                                                                 |
| Размеры | 1,1 дюйма (28 мм) (высота) 7,7 дюйма (200 мм) (ширина) 7,7 дюйма (200 мм) (глубина) | 0,9 дюйма (23 мм) (высота) 3,9 дюйма (99 мм) (ширина) 3,9 дюйма (99 мм) (глубина) | 0,9 дюйма (23 мм) (высота) 3,9 дюйма (99 мм) (ширина) 3,9 дюйма (99 мм) (глубина)                                                                                      | 1,4 дюйма (36 мм) (высота) 3,9 дюйма (99 мм) (ширина) 3,9 дюйма (99 мм) (глубина)           | 1,4 дюйма (36 мм) (высота) 3,9 дюйма (99 мм) (ширина) 3,9 дюйма (99 мм) (глубина)      | 1,4 дюйма (36 мм) (высота) 3,9 дюйма (99 мм) (ширина) 3,9 дюйма (99 мм) (глубина)              | 1,2 дюйма (30 мм) (высота) 3,66 дюйма (93 мм) (ширина) 3,66 дюйма (93 мм) (глубина)                   |
| Вес | 2,4 фунта (1,1 кг)                                                                  | 9,2 oz (260 г)                                                                    | 9,2 oz (260 г) | 15 oz (430 г)                                                                               | 15 oz (430 г)                                                                          | 15 oz (430 г)                                                                                  | 7.3 oz (210 г) (модель с 64 ГБ памяти) 7.5 oz (210 г) (модель с 128 ГБ памяти)                        |
| Поставляемый пульт | Apple Remote (пластиковый)                                                          | Apple Remote (алюминиевый)                                                        | Apple Remote (алюминиевый) | Siri Remote (первое поколение) (2015—2021 SKUs) Siri Remote (второе поколение) (2021- SKUs) | Siri Remote (первое поколение)                                                         | Siri Remote (второе поколение)                                                                 | Siri Remote (третье поколение)                                                                        |
| Первый релиз ОС | Apple TV Software 1.0 (модифицированная сборка Mac OS X 10.4 Tiger)                 | Apple TV Software 4.0 (основано на iOS 4.1)                                       | Apple TV Software 5.0 (основано на iOS 5.1) (Rev A) Apple TV Software 5.2 (основано на iOS 6.1)                                                                        | tvOS 9.0 (основано на iOS 9)                                                                | tvOS 11.0 (основано на iOS 11)                                                         | tvOS 14.5 (основано на iOS 14.5)                                                               | tvOS 16.0 (основано на iOS 16)                                                                        |
| Актуальный релиз ОС | Apple TV Software 3.0.2 (модифицированная сборка Mac OS X 10.4 Tiger)               | Apple TV Software 6.2.1 (основано на iOS 7.1.2)                                   | Apple TV Software 7.9 (основано на iOS 8.4.6) | tvOS 16.2 (основано на iOS 16.2)                                                            | tvOS 16.2 (основано на iOS 16.2)                                                       | tvOS 16.2 (основано на iOS 16.2)                                                               | tvOS 16.2 (основано на iOS 16.2)                                                                      |